# سپیدمهره‌نمایان
سپیدمهره‌نمایان (نام علمی: Ovulidae) نام یک خانواده از بالاخانواده سپیدمهره‌واران است.